# Whiplash Protection System
Whiplash Protection System (WHIPS), är ett bilsäkerhetssystem för att förebygga pisksnärtsskador vid påkörning bakifrån. WHIPS är uppfunnet av Bo Swedenklef Örnsköldsvik och vidareutvecklat av den svenska biltillverkaren Volvo och introducerades för första gången 1998 i modellen Volvo S80.
WHIPS består av aktiva ryggstöd i bilens framstolar som skyddar ryggrad och nacke och aktiveras vid påkörning bakifrån.
Världens första aktiva whiplashskydd Sahr uppfanns 1996 av svenska bilmärket Saab Automobile AB.